# Fair and Green

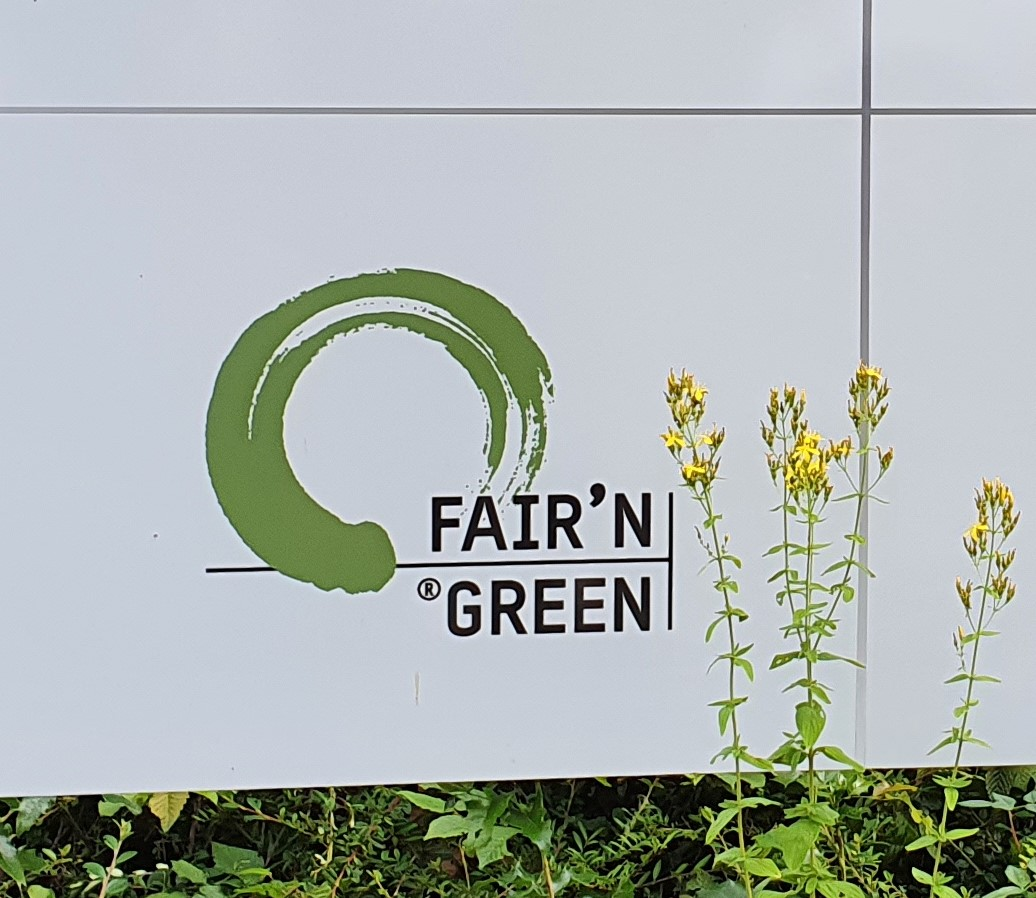
Logo des Fair and Green e.V.

Der eingetragene Verein Fair and Green e.V. setzt sich für Nachhaltigkeit in der Landwirtschaft, speziell im Weinbau ein. Der Verein wurde 2013 von den renommierten Winzerinnen und Winzern Clemens Busch, Reinhard Löwenstein, Nik Weis, Theresa Breuer, Axel Neiss, Meike und Dörte Meyer-Näkel und Philipp Kuhn sowie dem langjährigen Nachhaltigkeitsexperten Dr. Keith Ulrich gegründet. Zur Erreichung dieses Ziels, Nachhaltigkeit im Weinbau messbar zu machen, wurde von den Gründungsmitgliedern der  FAIR’N GREEN-Standard für nachhaltigen Weinbau entwickelt. Dieser schreibt vor, dass jedes Weingut Prozesse etabliert, um seine gesamte Betriebsführung, die Arbeit im Weinberg, die Kellerwirtschaft und die Vermarktung im Rahmen einer ganzheitlichen Nachhaltigkeitsbetrachtung stetig zu verbessern.
Über 170 Betriebe in elf Ländern (u. a. in Deutschland, Österreich, Schweiz, Frankreich, Italien und Israel) sind 2024 zertifizierte Mitglieder.
Die Zertifizierung wird jährlich anhand eines umfangreichen Kriterienkatalogs geprüft. Der Kriterienkatalog des FAIR’N GREEN-Siegels umfasst 220 Kriterien in den Bereichen ökonomische, ökologische und soziale Nachhaltigkeit sowie in der branchenspezifischen 4. Säule Wertschöpfungskette (Stand 2024). Mitglieder des Vereins verpflichten sich außerdem, ihre Bewertung jährlich um 3 % zu verbessern. Die Einhaltung der relevanten Mindestanforderungen wird durch eine unabhängige Kontrollstelle verifiziert.
FAIR‘N GREEN steht für das Prinzip der starken Nachhaltigkeit. Dabei müssen in allen 4 Säulen Mindestanforderungen erfüllt werden, wie z. B.:
- Es müssen insgesamt mindestens 50 % aller Punkte des Systems erreicht werden
- Es müssen mindestens 40 % in jeder einzelnen der vier Säulen des Nachhaltigkeitssystems erlangt werden
- inhaltlicher Mindestanforderungen, z. B. Verzicht auf synthetischen Stickstoffdünger und Herbizide in mechanisierbaren Lagen müssen erfüllt sein

Seit Ende 2020 werden auch Betriebe der vor- und nachgelagerten Wertschöpfungskette Wein als FAIR’N GREEN Certified Partner zertifiziert. Mit Stand September 2024 zählen drei Weinfachhandlungen (walter & sohn, LöwWeine, Wein Wolff), drei Etikettendruckereien (Vollherbst, Krämer Druck, Firus Druck), ein Korkenhersteller (Amorim Cork Deutschland), sowie mit Schlumberger ein Weingroßhändler und Jacque's Wein-Depot ein Weineinzelhändler zu den Mitgliedern des Vereins. Sie erfüllen die Kriterien des Zertifizierungskatalogs und wurden erfolgreich als FAIR’N GREEN Certified Partner zertifiziert.
2024 weitete der Fair and Green e. V. sein Nachhaltigkeitsengagement auf den Obstbau aus, der Verein konnte die ersten zertifizierten Obstbaubetriebe als Mitglieder verzeichnen.
2018 erhielt der Verein von der Rheinhessen-Vermarktung den seit 2012 vergebenen Preis für Nachhaltigkeit.
Der Verein engagiert sich darüber hinaus in zahlreichen Kooperationen mit wissenschaftlichen Partnern für Biodiversität und Artenschutz. Hier ist insbesondere das Biodiversitätsprojekt AmBiTo (Anwendung eines modularen Biodiversitäts-Toolkits für den Weinbau in Deutschland) in Kooperation mit der Hochschule Geisenheim University zu nennen, das vom BMU im Rahmen des Bundesprogramms für Biologische Vielfalt gefördert wird.
Seit Ende 2020 werden auch Wertschöpfungspartner als FAIR’N GREEN Certified Partner zertifiziert. Dazu zählen mit Stand August 2021 bislang drei Weinfachhandlungen und eine Etikettendruckerei, die die Kriterien des Zertifizierungskatalogs erfüllen und als FAIR’N GREEN Certified Partner zertifiziert wurden.
Das FAIR'N GREEN-Nachhaltigkeitssiegel ist bei dem von der Bundesregierung initiierten Internetportal Siegelklarheit.de gelistet.

## Projekte & Initiativen
- AmBiTo: Der Verein engagiert sich darüber hinaus in zahlreichen Kooperationen mit wissenschaftlichen Partnern für Biodiversität und Artenschutz. Hier ist insbesondere das Biodiversitätsprojekt AmBiTo (Anwendung eines modularen Biodiversitäts-Toolkits für den Weinbau in Deutschland) in Kooperation mit der Hochschule Geisenheim University zu nennen, das vom BMU im Rahmen des Bundesprogramms für Biologische Vielfalt gefördert wird.
- Save Climate: ist die Klimaschutzinitiative der Athenga GmbH, die in Zusammenarbeit mit Fair and Green e. V. 2014 ins Leben gerufen wurde. Save Climate hat zum Ziel, die Transformation der gesamten Wertschöpfungskette und damit schließlich der gesamten (Land-)Wirtschaft hin zu einer konsequenten CO2-Reduktion voranzubringen. Sie berechnet für Betriebe und Unternehmen CO2-Emissionen und zeigt Reduktions- und Kompensationsmöglichkeiten auf. So werden Betriebe entlang der Wertschöpfungsketten auf dem Weg zur Klimaneutralität unterstützt.
- Save Natura: Die Save Natura Initiative wurde 2023 gegründet und ist eine Artenschutzinitiative, die Unternehmen die Möglichkeit bietet, Patenschaften für bedrohte Zielarten zu übernehmen. Sie ist aus dem Engagement und den Erfahrungen des Fair and Green e. V. im Rahmen des Biodiversitätsprojekts AmBiTo entstanden. Sie setzt sich zusammen aus einem Netzwerk von Biodiversitätsexpertinnen, Wissenschaftlerinnen und Unternehmerinnen, die sich dafür einsetzen, die Tier- und Pflanzenwelt zu schützen.
- CARLO Nachhaltigkeitspreis: Der Fair and Green e. V. vergibt regelmäßig Nachhaltigkeitspreise für den Weinbau unter seinen Mitgliedern. Auszeichnet werden außerdem Forschungsarbeiten zum Thema Nachhaltigkeit im Weinbau sowie ein besonders nachhaltiges Weingut. Die Fair and Green-Nachhaltigkeitspreise „CARLO“ wurden nach Hans Carl von Carlowitz, benannt, dem Schöpfer des Begriffs der Nachhaltigkeit.
- CARLO Wine Award: seit 2023 wird der CARLO Wine Award durchgeführt. Er zeichnet „Nachhaltige Qualität im Glas“ aus und vergibt Preise für nachhaltig produzierte Weine von herausragender Qualität.

## Auszeichnungen
- 2018 erhielt der Verein von der Rheinhessen-Vermarktung den seit 2012 vergebenen Preis für Nachhaltigkeit.
- 2021 wurde der Verein im Rahmen des Projekts N der RENN (Regionale Netzstelle Nachhaltigkeits Strategien) ausgezeichnet
- 2022 kam der Fair and Green e. V. unter die Top 5 der German SDG Awards

## Buchveröffentlichung
2022 gab der Vorsitzende des Fair and Green e. V., Dr. Keith Ulrich, einen Sammelband heraus mit dem Titel „Ganzheitlicher Nachhaltigkeit in der Weinwirtschaft. Zukunftsfähige Lösungen für die gesamte Wertschöpfungskette“, es ist im Ulmer Verlag erschienen. Das Buch vereint Beiträge von Experten aus der Weinbranche, Winzern, der Wissenschaft und Forschung sowie der Nachhaltigkeitsberatung und -zertifizierung. Es untersucht die 4 Säulen der Nachhaltigkeit, die dem FAIR’N GREEN-Zertifizierungsstandard zugrunde liegen und betrachtet Schwerpunktthemen des nachhaltigen Weinbaus, wie Pflanzenschutz, Klimaschutz, Wassermanagement und Biodiversität im Detail.

## Trivia
- Im Beirat des Vereins sitzt u. a. Markus del Monego.[9]
- Der Verein ist Vorstandsmitglied des Deutschen Weinbauverbandes und der OIV.